# Lithacodia griseomixta
Lithacodia griseomixta är en fjärilsart som beskrevs av George Francis Hampson 1900. Lithacodia griseomixta ingår i släktet Lithacodia och familjen nattflyn. Inga underarter finns listade i Catalogue of Life.